# Elddonet
Elddonet är en konstsaga av den danske författaren H.C. Andersen, som publicerades 1835. Den brukar räknas som Andersens första saga. Sagans danska originaltitel är Fyrtøiet. På svenska gavs sagan ut första gången 1838 i samlingen Lekkamraten.

## Handling
En ung soldat, som är på väg hem från kriget, kommer vandrande på en landsväg. Efter att ha gått en bit kommer han fram till ett stort, ihåligt träd. Vid trädet möter han en häxa som berättar att hon har råkat tappa sitt elddon ner i det ihåliga trädet. Häxan frågar soldaten om han vill bli rik och det har han inget emot. Det enda han behöver göra är att klättra upp i trädet och hoppa ner i det ihåliga trädet och hämta upp elddonet till henne, så ska han få pengar. Hon ger honom ett förkläde och berättar att det finns tre hundar som vaktar varsin kista med mynt i.
Den första hunden, med ögon stora som tefat, vaktar kopparmynt, den andra hunden, med ögon stora som kvarnhjul, vaktar silvermynt och den tredje hunden, med ögon stora som Rundetårn i Köpenhamn, vaktar guldmynt. Men om han sätter häxans förkläde på hunden, ska inget farligt hända. Soldaten hoppar ner i trädet och han lyckas få tag på såväl elddonet som mynten.
Soldaten är nyfiken på vad häxan ska med elddonet till, men hon vägrar svara honom när han frågar. Han blir arg och hugger huvudet av henne. Elddonet visade sig vara magiskt, genom att det framkallar hundarna. Ett slag för den minsta hunden, två för den mellersta och tre slag för den gigantiska. Hundarna kunde dessutom hämta pengar från kassakistorna på ett "nummernicks". Soldaten önskade att titta på en prinsessa när hon låg och sov, men drottningen fattar misstankar. Den tredje natten när en av hundarna hämtar prinsessan blir soldaten avslöjad, och kungens vakter griper honom.
I fängelset saknar han elddonet, men en pojke som tidigare fått ett guldmynt springer och hämtar elddonet åt honom. Just som soldaten skall hängas ber han om en sista önskan, att få röka en pipa tobak. Kungen beviljar med tvekan detta, och när han då tänder elddonet kommer alla de tre hundarna fram. De räddar soldaten från att avrättas och han får gifta sig med prinsessan. Och de lever lyckliga i resten av sina dagar...